# Carl Drucker
Carl Drucker (* 24. November 1876 in Leipzig; † 17. März 1959 in Uppsala) war ein deutscher Chemiker.

## Leben
Der Sohn des Rechtsanwalts und Notars Dr. Martin Drucker (1834–1913) und dessen Ehefrau Marie, geborene Klein (1841–1921), besuchte von Ostern 1893 bis Ostern 1895 das Königliche Gymnasium seiner Vaterstadt, das er mit dem Reifezeugnis verließ. Anschließend studierte er in Leipzig, Gießen und Göttingen Chemie. Aufgrund seiner Dissertation zum Thema: Über zwei Fälle von Katalyse im inhomogenen System erfolgte im Dezember 1900 an der Universität Leipzig seine Promotion. Im folgenden Jahr arbeitete er als wissenschaftlicher Assistent am Chemischen Institut der Universität Breslau. 
Nachdem Drucker als wissenschaftlicher Mitarbeiter Wilhelm Ostwalds nach Leipzig zurückgekehrt war, erfolgte 1905 seine Habilitation mit der Arbeit Studien an wässrigen Lösungen alipathischer Säuren. Von 1905 bis 1911 wirkte er als Privatdozent für Chemie an der Philosophischen Fakultät der Universität Leipzig. Neben seinem Lehrauftrag beschäftigte er sich als Wissenschaftler schwerpunktmäßig mit Fragen der Elektrochemie, der Thermodynamik und der Konstitutionslehre.
Ab 1911 zum nichtplanmäßigen außerordentlichen Professor für Chemie ernannt, nahm Drucker am Ersten Weltkrieg teil, wo er kurzzeitig in einem Jägerbataillon, dann im Telegrafenamt Berlin seinen Militärdienst versah.
Nach Kriegsende kehrte er nach Leipzig zurück. Neben seinen Aufgaben in Forschung und Lehre war er auch mit der Herausgabe des von Robert Luther und Wilhelm Ostwald begründeten Hand- und Hilfsbuch zur Ausführung physiko-chemischer Messungen und der Zeitschrift Physikalische Chemie betraut.
Aufgrund seiner jüdischen Abstammung wurde Drucker nach der Machtergreifung der Nationalsozialisten gemäß Paragraph 3 des Gesetzes zur Wiederherstellung des Berufsbeamtentums am 6. September 1933 die Lehrberechtigung entzogen. Im selben Jahr emigrierte er nach Schweden, wo er am Physikalisch-Chemischen Institut der Universität Uppsala eine neue Anstellung fand. 
Sein Bruder war der Leipziger Rechtsanwalt Martin Drucker.

## Publikationen (Auswahl)
- mit Wilhelm Ostwald (Hrsg.): Handbuch der allgemeinen Chemie, Akademische Verlagsgesellschaft, Leipzig 1914ff.
- Molekularkinetik und Molarassoziation als physikochemische Grundvorstellungen. Antrittsvorlesung, gehalten 1912 zu Leipzig, Akademische Verlagsgesellschaft, Leipzig 1913.
- mit Alexis Finkelstein: Galvanische Elemente und Akkumulatoren. Darstellung der Theorie und Technik nebst Patentregister, Akademische Verlagsgesellschaft, Leipzig 1932.